# Luc Nkulula
Luc Nkulula, né le 18 octobre 1985 à Lubumbashi au Zaïre, et mort le 10 juin 2018 à Goma, est un militant politique congolais, leader du mouvement citoyen  Lutte pour le changement (LUCHA).

## Biographie
Luc Nkulula est né le 18 octobre 1985, à Lubumbashi, une ville du sud du Zaïre (nom de la république démocratique du Congo à cette époque), et grandi entre cette dernière et Goma, à l'est du pays. Après avoir obtenu une licence en droit à l'Université de Goma, il travaille comme consultant pour diverses organisations internationales.
En 2012, il rejoint Lutte pour le changement (LUCHA), un mouvement congolais citoyen, non-partisan et non-violent, et en devient l'un des membres dirigeants. En 2016, il représente le mouvement lors d’une réunion avec le président Joseph Kabila, où il critique ce dernier pour son manque d’action dans l’est du pays en proie à la violence et l’exhorte à abandonner le pouvoir de manière pacifique. L’activisme de Nkulula consiste à encourager les jeunes de son pays à s’impliquer dans les affaires publiques. Il est connu sous le surnom de « H2O », en raison de son rôle de premier plan dans une campagne visant à améliorer l'accès à l'eau potable à Goma.
Nkulula est décédé dans la nuit du 9 au 10 juin 2018 dans l’incendie de sa maison. Le décès est jugé suspect par des membres de LUCHA, alors que l'enquête officielle conclut à un incendie dû à l'explosion d'une batterie à énergie solaire.